# Rassemblement Wallonie France
Le Rassemblement Wallonie-France (en abrégé R.W.F.) est un parti politique francophone belge rattachiste qui milite pour la réunion de la Wallonie à la France sous une forme à négocier. La section bruxelloise du parti se nomme le Rassemblement Bruxelles-France (R.B.F.) et plaide pour que la Région bruxelloise et les six communes de la périphérie bruxelloise à facilités linguistiques se trouvant en Région flamande suivent, le cas échéant, la Wallonie dans sa réunion à la France.

## Historique
Le parti a été fondé sous l’impulsion de Paul-Henry Gendebien le 27 novembre 1999 à Charleroi au Palais des Beaux-Arts, en présence de deux personnalités françaises : Georges Sarre, proche de Jean-Pierre Chevènement, et de Paul-Marie Couteaux, eurodéputé du RPF. 
Le R.W.F. a été créé sur la base d'un rapprochement entre le Rassemblement wallon (RW) d'André Libert avec l'Alliance Démocratique Wallonne (A.D.W.) formée en 1985 au sein du Parti social-chrétien (PSC) de Paul-Henry Gendebien (ancien président du Rassemblement wallon) et le Mouvement Wallon pour le Retour à la France (R.F.) présidé par Maurice Lebeau. 

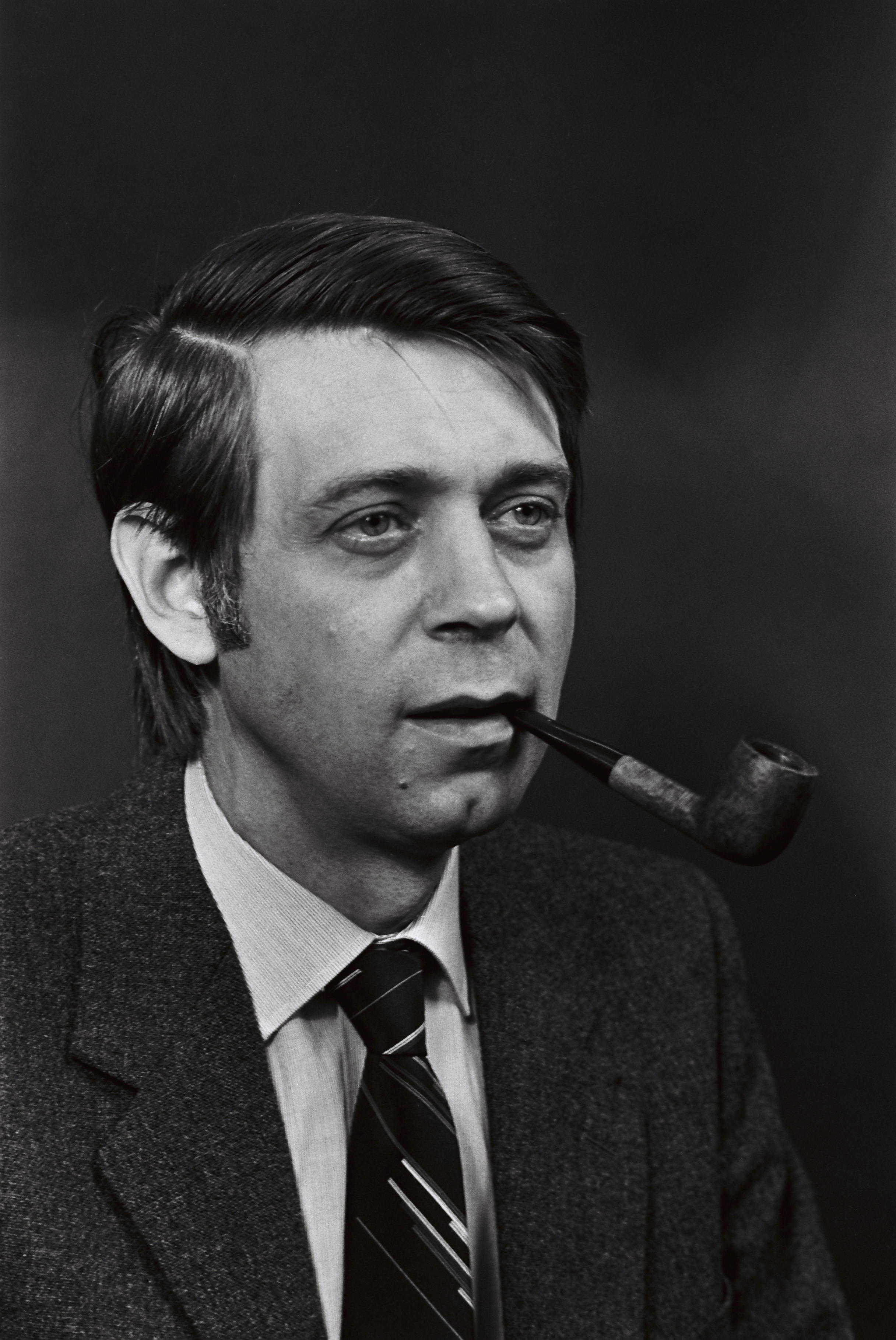
Paul-Henry Gendebien, fondateur du Rasemblement Wallonie-France, en 1979.

Aux élections législatives fédérales de 2003, le parti s'est présenté sous le sigle « RWF-RBF ». Il s'est par contre présenté depuis sous le signe unique « RWF » lors des législatives de 2007 lors desquelles il obtient 1,5 % des voix au Sénat contre 1,2 % à la Chambre, en Wallonie.
Aux élections régionales de 2004, le RWF obtint 1,02% des voix sur l'ensemble de la Région wallonne. À l'occasion des élections régionales et européennes de la même année, il dépose des listes complètes dans tous les arrondissements de Wallonie et de Bruxelles et pour l'Union européenne, obtenant 1,39 % des suffrages pour le Parlement wallon et 0,43 % pour l'élection du Parlement européen. Il a régressé lors des élections régionales suivantes de 2014 où il n'a obtenu que 0,48% des suffrages exprimés.
Le R.W.F. est refondé en 2010 sur proposition du président Paul-Henry Gendebien et du bureau exécutif.

Le congrès statutaire 2012 a élu Laurent Brogniet comme nouveau président du R.W.F. Paul-Henry Gendebien devient président fondateur. Il était coprésident depuis 2010. De nouveaux statuts ont été soumis à l'approbation des congressistes.

Drapeau de la France marqué en son centre du coq wallon, utilisé par les partisans de la réunion de la Wallonie à la France.

Lors d'une réunion le 10 janvier 2015 à Namur, Laurent Brogniet démissionne de la présidence. Un groupe est chargé d'envisager l'avenir du parti. La revue du parti Trait d'Union prend fin en 2014. 
Le R.W.F. ne se présente pas aux élections législatives de 2019. Il estime qu'il a accompli sa tâche principale : « faire passer le message d'une alternative crédible au sein de la population wallonne et de la classe politique qui compte de nombreux partisans du rattachement à la France en cas de disparition de l’État belge ». 
Depuis lors, le RWF est resté un mouvement politique actif sur le web et dans les médias sans pour autant présenter de liste aux élections.
Il conserve son site rwf.be qui publie régulièrement des articles depuis 2014 ainsi que sur les réseaux sociaux (X, puis Bluesky).

## Programme
Dans son manifeste, le RWF indique qu'il est favorable, dans la continuité historique du Mouvement wallon, à une réunion de la Wallonie et de Bruxelles à la France, sous une forme à négocier. Dans le même manifeste, il revendique être un « rassemblement pluraliste d’hommes et de femmes venus des divers horizons de la société, de la gauche démocratique à la droite démocratique. »

Le RWF souhaite que le Wallonie (et la Région bruxelloise si elle le souhaite) devienne une région française à part entière et que les provinces wallonnes deviennent des départements français.

Carte de la France métropolitaine avec la Wallonie intégrée comme région française à part entière, sans Bruxelles.
Carte de la France métropolitaine avec la Wallonie et Bruxelles intégrées comme régions françaises.

Par ailleurs, le RWF met en exergue les éléments suivants qui seraient positifs pour la Wallonie si elle devait se réunir à la France :
- l’élection du chef de l’État au suffrage universel;
- un scrutin à deux tours avec une majorité claire;
- la laïcité inscrite dans la Constitution 4;
- le référendum d’initiative populaire;
- la fin du vote obligatoire;
- moins de gaspillage : État belge = plus de 50 ministres et 6 parlements
- un programme de sécurité digne de ce nom: des moyens financiers, matériels et humains pour l'armée, les pompiers, la police;
- une justice plus rapide (comparution immédiate pour certains faits) et moins laxiste;
- une politique internationale ambitieuse : droit de veto au Conseil de Sécurité des Nations unies, influence diplomatique accrue, actions humanitaires dans le monde;
- une politique d’immigration mieux balisée;
- une solidarité sans faille entre les régions, contrairement à ce que veut la Flandre;
- de vrais débats publics sur des enjeux de société;
- une lutte plus efficace contre la grande fraude fiscale;
- la semaine des 35 heures dans certains secteurs, plus de jours de congés légaux;
- des transports en commun dignes de ce nom (ex. le développement du RER en France et des TGV à bas prix);
- l'autonomie en matière énergétique;
- moins d’impôts sur les petits et moyens revenus;
- des pensions plus décentes et garanties par l’État à long terme
- l’eau, l’électricité, internet, le gsm et le panier de la ménagère moins chers;
- un réseau routier en meilleur état, permis de conduire «à un euro» facilement accessible;
- un système de santé performant (régulièrement classé parmi les meilleurs);
- un enseignement de qualité et la fusion des réseaux (officiel et libre);
- l'instauration d'un cours d'éducation civique;
- l'anglais comme seconde langue d'apprentissage au lieu du néerlandais;
- moins de politisation des nominations dans l'enseignement et l’administration;
- la création d'une École normale d'administration apolitique;
- des écoles sportives de haut niveau;
- notre culture et nos langues régionales wallonnes mieux protégées;
- une politique culturelle et patrimoniale de niveau international;
- les médias alternatifs moins soumis au pouvoir en place (ex. Mediapart, Le Canard enchaîné, Guignols de l'info, altermédias);
- l'accès au grand marché intérieur français et pour les produits wallons le prestigieux label «Produit de France »;
- environnement : lutte contre les OGMs et la malbouffe, défense de la diversité biologique. un secteur agricole mieux défendu par l’État.

## Autour du parti politique
Bien que le parti Rassemblement Wallonie-France ait récolté un nombre insuffisant de voix aux dernières élections, une liste de sondages portant sur le rattachement de la Wallonie à la France montre que l'hypothèse d'un rattachement franco-wallon n'est pas insignifiante en Wallonie comme en France. 